# بقريات وأشباهها
البقريات وأشباهها (الاسم العلمي: Bovoidea) هي فوق فصيلة من الثدييات تتبع رتيبة المجترات من رتبة مزدوجات الأصابع.

## التصنيف
- البقريات
  - الثيتلاوات
    - الثيتلاوية
      - الساسابي